# Muzeum města Chabařovice
Muzeum města Chabařovice je muzeum zaměřující se na historii města Chabařovice a jeho nejbližšího okolí. Sídlí v budově staré radnice, na adrese Husovo náměstí 3.
Stará Radnice z roku 1609 je velmi architektonicky zajímavá budova rozdělující obě náměstí. Své využití budova změnila po dobu existence několikrát, např. kolem roku 1900 sloužila jako hotel, později i jako městská šatlava.
V polovině devadesátých let byl objekt opraven i s původními hodinami ve věži s ručním natahovacím strojkem.
Současné využití budovy slouží pro činnost spolků, jednání zastupitelstva města a dalším kulturně – společenským akcím. Muzeum je umístěno v přízemí, kde je zpřístupněna fotodokumentace nejen zaniklých obcí, ale i města. V zadní části budovy je Městská knihovna.
Muzeum je otevřeno pro veřejnost pouze na vyžádání. Expozice výstavy je zaměřená na historii města Chabařovic od vzniku po 2. světovou válku, historie přilehlých obcí (Lochočice, Nedvězí, Otovice, Podhoří, Tuchomyšl, část Užín, Vyklice, Zalužany a Žichlice), které ustoupily díky těžbě hnědého uhlí až po současnost měnícího se jezera Milada tohoto postiženého území a jeho rozvoje. Otevřeno je pouze po předchozí domluvě. 